# Rock ’n’ Roll Music (Album)
 Rock ’n’ Roll Music ist das dritte Kompilationsalbum von der britischen Gruppe The Beatles nach deren Trennung, das bisher veröffentlichte Aufnahmen beinhaltet. Das Doppelalbum erschien am 10. Juni 1976 in Großbritannien, am 7. Juni 1976 in den USA und im Juli 1976 in Deutschland.

## Entstehung
Der Schallplattenvertrag zwischen EMI und den Beatles lief am 6. Februar 1976 aus, sodass die EMI ab diesem Zeitpunkt berechtigt war Kompilationsalben ohne Einholung der Zustimmungen der Beatles zu veröffentlichen. Als erstes erschien das Doppelalbum Rock ’n’ Roll Music, das im weiteren Sinne rockige Lieder der Beatles umfasst.
Erstmals waren alle vier Lieder der EP Long Tall Sally auf einem britischen Album in Stereo erhältlich: Long Tall Sally, I Call Your Name, Slow Down und Matchbox. Das Lied I’m Down war zum ersten Mal auf einer Langspielplatte erhältlich.
Die US-amerikanische Version des Albums unterschied sich von der britischen Ausgabe, da George Martin das Album überarbeitete und folgende Lieder neu abmischte:
- Twist and Shout
- I Saw Her Standing There
- I Wanna Be Your Man
- Boys
- Roll Over Beethoven

Bei den fünf Liedern der US-amerikanischen Version des Albums wurde die Stereoanordnung des Gesangs verändert und die beiden Stereokanäle vertauscht, diese Abmischungen wurden nicht für die britische Version des Albums Rock ’n’ Roll Music verwendet.
Der Hintergrund war, dass der damalige Präsident von Capitol Records, Bhaskar Menon, George Martin darüber informierte, dass er die Veröffentlichung eines Kompilationsalbums mit älterem Material plane und ihn bat, die Bänder zu überprüfen.
Die Beatles gaben die Anweisung, dass die Originalaufnahmen nicht verändert werden dürfen, diese Order nahm EMI wörtlich und wandelte die originalen Mono-Aufnahmen in Stereoversion um. George Martin war mit dem Klang der Stereoversionen unzufrieden und überarbeitete die aufgeführten sechs Lieder ohne Bezahlung an zwei Tagen. Bei den restlichen Liedern wurde der Gesang durch die Abmischung mehr mittig gesetzt. EMI in Großbritannien hielt sich an die Anweisung der Beatles und verzichtete auf die George-Martin-Abmischungen.
In den USA erreichte  Rock ’n’ Roll Music den zweiten Platz der Billboard 200 (auf den ersten Platz befand sich das Wings-Album Wings at the Speed of Sound) und wurde im Juni 1976 mit Platin für eine Million verkaufte Einheiten (500.000 verkaufte Doppelalben) ausgezeichnet. Die US-amerikanische Singleauskopplung Got to Get You into My Life wurde die 27. Single der Beatles, die die Top Ten der Billboard Hot 100 in den USA erreichte. In Deutschland erreichte das Album Platz zehn und in Großbritannien Platz 11 der Charts.

## Wiederveröffentlichung
Am 27. Oktober 1980 wurde das Doppelalbum Rock ’n’ Roll Music als zwei Einzelalben mit den Titeln Rock ’n’ Roll Music Volume 1  und Rock ’n’ Roll Music Volume 2  mit vollständig neuer Covergestaltung veröffentlicht. Das Vordercoverfoto stammt vom 7. Februar 1964 von Leslie Bryce. Bei der Wiederveröffentlichung wurden generell die neuen Abmischungen von George Martin verwendet. Das Album Rock ’n’ Roll Music wurde bisher nicht legal auf CD veröffentlicht. Beide Einzelalben wurden in den USA im Januar 1997 jeweils mit Platin ausgezeichnet.

## Covergestaltung
Das Design des Covers stammt von Roy Kohara, die Zeichnungen von Ignacio Gomez. John Lennon war mit dem Coverdesign nicht einverstanden und bot an, selbst ein Cover zu entwerfen, dieses Angebot wurde von EMI abgelehnt.

## Titelliste
| Nr. | Lied                     | Autor                                                 | Leadgesang | Länge | Erstveröffentlichung     |
| --- | ------------------------ | ----------------------------------------------------- | ---------- | ----- | ------------------------ |
| 01  | Twist and Shout          | Phil Medley/Bert Russell                              | Lennon     | 2:31  | Album Please Please Me   |
| 02  | I Saw Her Standing There | Lennon/McCartney                                      | McCartney  | 2:56  | Album Please Please Me   |
| 03  | You Can’t Do That        | Lennon/McCartney                                      | Lennon     | 2:38  | Album A Hard Day’s Night |
| 04  | I Wanna Be Your Man      | Lennon/McCartney                                      | Starr      | 1:59  | Album With the Beatles   |
| 05  | I Call Your Name         | Lennon/McCartney                                      | Lennon     | 2:09  | EP Long Tall Sally       |
| 06  | Boys                     | Luther Dixon/Wes Farrell                              | Starr      | 2:38  | Album Please Please Me   |
| 07  | Long Tall Sally          | Enotris Johnson / Richard Penniman / Robert Blackwell | McCartney  | 2:00  | EP Long Tall Sally       |

| Nr. | Lied                                       | Autor                                 | Leadgesang | Länge | Erstveröffentlichung                 |
| --- | ------------------------------------------ | ------------------------------------- | ---------- | ----- | ------------------------------------ |
| 08  | Rock and Roll Music                        | Chuck Berry                           | Lennon     | 2:30  | Album Beatles for Sale               |
| 09  | Slow Down                                  | Larry Williams                        | Lennon     | 2:54  | EP Long Tall Sally                   |
| 10  | Medley: a) Kansas City, b) Hey Hey Hey Hey | a) Leiber/Stoller b) Richard Penniman | McCartney  | 2:35  | Album Beatles for Sale               |
| 11  | Money (That’s What I Want)                 | Janie Bradford/Berry Gordy            | Lennon     | 2:47  | Album With the Beatles               |
| 12  | Bad Boy                                    | Larry Williams                        | Lennon     | 2:20  | Album A Collection of Beatles Oldies |
| 13  | Matchbox                                   | Carl Perkins                          | Starr      | 1:59  | EP Long Tall Sally                   |
| 14  | Roll Over Beethoven                        | Chuck Berry                           | Harrison   | 2:44  | Album With the Beatles               |

| Nr. | Lied                             | Autor            | Leadgesang | Länge | Erstveröffentlichung     |
| --- | -------------------------------- | ---------------- | ---------- | ----- | ------------------------ |
| 15  | Dizzy Miss Lizzy                 | Larry Williams   | Lennon     | 2:53  | Album Help!              |
| 16  | Any Time at All                  | Lennon/McCartney | Lennon     | 2:13  | Album A Hard Day’s Night |
| 17  | Drive My Car                     | Lennon/McCartney | Lennon     | 2:29  | Single-A-Seite           |
| 18  | Everybody’s Trying to Be My Baby | Carl Perkins     | Harrison   | 2:26  | Album Beatles for Sale   |
| 19  | The Night Before                 | Lennon/McCartney | McCartney  | 2:37  | Album Help!              |
| 20  | I’m Down                         | Lennon/McCartney | McCartney  | 2:32  | Single-B-Seite           |
| 21  | Revolution                       | Lennon/McCartney | Lennon     | 3:25  | Single-B-Seite           |

| Nr. | Lied                        | Autor            | Leadgesang | Länge | Erstveröffentlichung   |
| --- | --------------------------- | ---------------- | ---------- | ----- | ---------------------- |
| 22  | Back in the U.S.S.R.        | Lennon/McCartney | McCartney  | 2:44  | Album The Beatles      |
| 23  | Helter Skelter              | Lennon/McCartney | McCartney  | 4:30  | Album The Beatles      |
| 24  | Taxman                      | Harrison         | Harrison   | 2:39  | Album Revolver         |
| 25  | Got to Get You into My Life | Lennon/McCartney | McCartney  | 2:31  | Album Revolver         |
| 26  | Hey Bulldog                 | Lennon/McCartney | Lennon     | 3:11  | Album Yellow Submarine |
| 27  | Birthday                    | Lennon/McCartney | McCartney  | 2:43  | Album The Beatles      |
| 28  | Get Back                    | Lennon/McCartney | McCartney  | 3:09  | Album Let It Be        |

## Kommerzieller Erfolg

### Chartplatzierungen
| ChartsChartplatzierungen       | Höchstplatzierung | Wochen/ Monate |
| ------------------------------ | ----------------- | -------------- |
| Deutschland (GfK)              | 10 (6 Mt.)        | 6 Mt.          |
| Österreich (Ö3)                | 6 (3 Mt.)         | 3 Mt.          |
| Vereinigte Staaten (Billboard) | 2 (30 Wo.)        | 30 Wo.         |
| Vereinigtes Königreich (OCC)   | 11 (15 Wo.)       | 15 Wo.         |

| ChartsJahrescharts (1978) | Platzierung |
| ------------------------- | ----------- |
| Deutschland (GfK)         | 44          |

#### Singles
| Jahr | Titel                       | Höchstplatzierung, Gesamtwochen, AuszeichnungChartplatzierungen (Jahr, Titel, , Platzierungen, Wochen, Auszeichnungen, Anmerkungen, Musiklabel Katalog-Nr.) | Höchstplatzierung, Gesamtwochen, AuszeichnungChartplatzierungen (Jahr, Titel, , Platzierungen, Wochen, Auszeichnungen, Anmerkungen, Musiklabel Katalog-Nr.) | Anmerkungen                                            | Musiklabel Katalog-Nr.                          |
| Jahr | Titel                       | UK | US | Anmerkungen                                            | Musiklabel Katalog-Nr.                          |
| ---- | --------------------------- | --- | --- | ------------------------------------------------------ | ----------------------------------------------- |
| 1976 | Back in the USSR            | UK19 Silber · (6 Wo.)UK | US— n.v.US | Erstveröffentlichung: 25. Mai 1976 Verkäufe: + 200.000 | • DE: Odeon 1C 006-06179 • UK: Parlophone R6016 |
| 1976 | Got to Get You into My Life | UK— n.v.UK | US7 Gold · (16 Wo.)US | Erstveröffentlichung: 31. Mai 1976 Verkäufe: + 500.000 | • DE: Odeon 1C 006-06167 • US: Capitol 4274     |

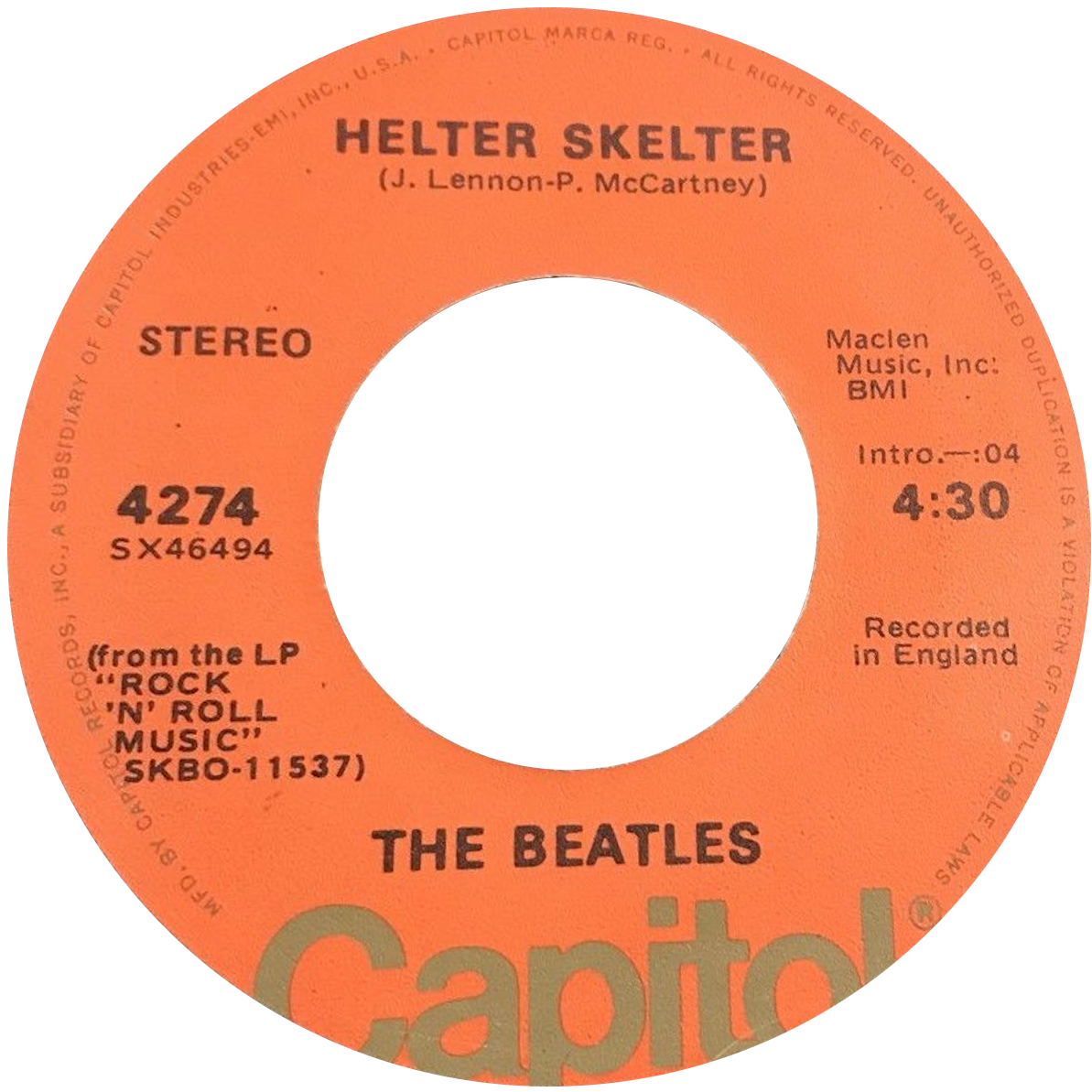
Helter Skelter als Single-B-Seite, 1976

In den USA wurde im April 1976 eine Promotion-Vinyl-Single veröffentlicht, die das Lied Helter Skelter in einer Stereo- und einer Monoversion enthält. Capitol Records entschied aber stattdessen Got to Get You Into My Life als Single-A-Seite zu verwenden.

### Auszeichnungen für Musikverkäufe

#### Rock ’n’ Roll Music
| Land/Region                  | Auszeichnungen für Musikverkäufe (Land/Region, Auszeichnung, Verkäufe) | Verkäufe |
| ---------------------------- | ---------------------------------------------------------------------- | -------- |
| Vereinigte Staaten (RIAA)    | Platin                                                                 | 500.000  |
| Vereinigtes Königreich (BPI) | Gold                                                                   | 100.000  |
| Insgesamt                    | 1× Gold · 1× Platin ·                                                  | 600.000  |

Hauptartikel: The Beatles/Auszeichnungen für Musikverkäufe

#### Rock ’n’ Roll Music – Vol. 1
| Land/Region               | Auszeichnungen für Musikverkäufe (Land/Region, Auszeichnung, Verkäufe) | Verkäufe  |
| ------------------------- | ---------------------------------------------------------------------- | --------- |
| Frankreich (SNEP)         | Gold                                                                   | 100.000   |
| Kanada (MC)               | 2× Platin                                                              | 200.000   |
| Vereinigte Staaten (RIAA) | Platin                                                                 | 1.000.000 |
| Insgesamt                 | 1× Gold · 3× Platin ·                                                  | 1.300.000 |

Hauptartikel: The Beatles/Auszeichnungen für Musikverkäufe

#### Rock ’n’ Roll Music – Vol. 2
| Land/Region               | Auszeichnungen für Musikverkäufe (Land/Region, Auszeichnung, Verkäufe) | Verkäufe  |
| ------------------------- | ---------------------------------------------------------------------- | --------- |
| Kanada (MC)               | 2× Platin                                                              | 200.000   |
| Vereinigte Staaten (RIAA) | Platin                                                                 | 1.000.000 |
| Insgesamt                 | 3× Platin ·                                                            | 1.200.000 |

Hauptartikel: The Beatles/Auszeichnungen für Musikverkäufe